# 15e étape du Tour de France 1972
Pour un article plus général, voir Tour de France 1972.
La 15e étape du Tour de France 1972 s'est déroulée le 18 juillet 1972 entre Aix-les-Bains et le Revard sur une distance de 28 km. C'est la deuxième plus courte étape en ligne de l'histoire du Tour, après celle du 13 juillet 1971.

## Parcours
L'étape ne mesure que 28 km, dont 21,3 km d’ascension à 6,1 % de moyenne.

## Déroulement de la course
À 12,5 km du but, Delisle tente de décanter la situation. Merckx s’interpose. Agostinho, Poulidor secouent le cocotier, si bien qu’à 4 km du sommet ces deux hommes, accompagnés de Van Impe, ont 30 secondes d’avance sur Merckx, Guimard, Delisle, Zoetemelk, Martinez et Janssens, le surprenant belge de la formation Magniflex-De Gribaldy. Les autres sont battus. Le maillot jaune fait le forcing dans les 2 derniers kilomètres et revient sur les trois échappés. Van Impe lance le sprint. Merckx le dépasse facilement. Il lève les bras en signe de victoire mais Cyrille Guimard (Gan-Mercier) jette son vélo sur la ligne et l’emporte (tout comme la veille) d’un boyau. 2e du général, maillot vert, Guimard empoche sa 4e victoire d’étape sur ce Tour. Il confirme surtout être le seul à oser contester la suprématie du champion du monde. Gimondi se contente de la 12e place de l’étape, à 1 min 52 s.

## Résultats

### Classement de l'étape
| Classement de la 15e étape | Classement de la 15e étape | Classement de la 15e étape | Classement de la 15e étape | Classement de la 15e étape |
|                            | Coureur                    | Pays                       | Équipe                     | Temps                      |
| -------------------------- | -------------------------- | -------------------------- | -------------------------- | -------------------------- |
| 1er                        | Cyrille Guimard            | FRA                        | '                          | en 1 h 9 min 49 s          |
| 2e                         | Eddy Merckx                | BEL                        |                            | m.t.                       |
| 3e                         | Lucien Van Impe            | BEL                        |                            | m.t.                       |
| 4e                         | Raymond Poulidor           | FRA                        |                            | m.t.                       |
| 5e                         | Joop Zoetemelk             | NED                        |                            | + 3 s                      |
| 6e                         | Joaquim Agostinho          | POR                        |                            | + 4 s                      |
| 7e                         | Mariano Martinez           | FRA                        |                            | + 6 s                      |
| 8e                         | Raymond Delisle            | FRA                        |                            | + 15 s                     |
| 9e                         | Edward Janssens            | BEL                        |                            | + 43 s                     |
| 10e                        | Yves Hézard                | FRA                        |                            | + 1 min 28 s               |
| modifier                   |                            |                            |                            |                            |

## Classements à l'issue de l'étape

### Classement général
| Classement général | Classement général | Classement général | Classement général | Classement général  |
|                    | Coureur            | Pays               | Équipe             | Temps               |
| ------------------ | ------------------ | ------------------ | ------------------ | ------------------- |
| 1er                | Eddy Merckx        | BEL                | '                  | en 78 h 19 min 53 s |
| 2e                 | Cyrille Guimard    | FRA                |                    | + 6 min 20 s        |
| 3e                 | Raymond Poulidor   | FRA                |                    | + 9 min 54 s        |
| 4e                 | Felice Gimondi     | ITA                |                    | + 10 min 1 s        |
| 5e                 | Lucien Van Impe    | BEL                |                    | + 14 min 3 s        |
| 6e                 | Joop Zoetemelk     | NED                |                    | + 15 min 45 s       |
| 7e                 | Mariano Martinez   | FRA                |                    | + 17 min 13 s       |
| 8e                 | Joaquim Agostinho  | POR                |                    | + 19 min 37 s       |
| 9e                 | Yves Hézard        | FRA                |                    | + 20 min 36 s       |
| 10e                | Bernard Thévenet   | FRA                |                    | + 34 min 36 s       |
| modifier           |                    |                    |                    |                     |